# Тюхменево
Тюхменево — деревня в Смоленской области России, в Вяземском районе. Входит в состав Степаниковского сельского поселения. Население — 256 жителей (2015 год).

## География
Расположена в восточной части области в 3 км к востоку от районного центра. Старая часть Тюхменева состоит из улиц Мира и 65 лет Победы. При присоединении к Тюхменеву бывшего рабочего посёлка ОАО «Вяземский горнообогатительный комбинат», образовались улица Карьероуправления и улица Солнечная, соединяющая обе части деревни.

## История
В прошлом было сельцом и носило название Кащеево. В 1860 году сельцо купила Е. И. фон Мец, сестра генерал-лейтенанта Отто Ивановича Вахтена и тёща писателя Ксенофонта Полевого. Здесь он провёл последние годы своей жизни, продолжая работать над своими «Записками» о своём брате Н. А. Полевом. Умер в 1867 году, похоронен в Тюхменеве. Его жена Елизавета Фёдоровна, также скончалась здесь, в 1878 году. Места захоронения неизвестны.

## Население
| 2015 |
| ---- |
| 256  |

## Транспорт
Тюхменево стоит по обе сторонам автодороги 66К-24 Вязьма — Тёмкино. В 7 км южнее автодорога М1 «Беларусь». В 3 км к северу о.п. 11-й км на железнодорожной линии Вязьма — Калуга.